# サン＝ペドロ
サン・ペドロ(フランス語：San-Pédro)は、コートジボワール南西部の低サッサンドラ地方南西部のサン＝ペドロ州の州都。
2014年の人口は約26.2万人。
大西洋に面する港湾都市。

## 歴史
1960年代、大規模な開発が始まる。
1971年、深水港が開港。
アビジャンに次ぐコートジボワール第2の規模の港となった。
特に付近や内陸部から送られてくるコートジボワール経済の柱であるカカオの一大積み出し港となっている。
セメント工場があり、漁業も行われている。
コートジボワール内戦時には一時カカオの積み出しが停止したものの、まもなく再開した。

## 地理
北西部はタイ国立公園に含まれる。
コビトカバの最後の聖域で、UNESCO世界遺産に登録されている。

## 交通

### 陸路
- 鉄鉱石が採れるニンバ山との間に鉄道が有る。

### 空路
- サン＝ペドロ空港

## 著名人
- ジャン＝フィリップ・グバミン：フランスで活躍するサッカー選手。